# Starksia langi
Starksia langi е вид бодлоперка от семейство Labrisomidae. Видът не е застрашен от изчезване.

## Разпространение и местообитание
Разпространен е в Белиз, Гватемала, Колумбия, Мексико, Никарагуа, Панама и Хондурас.
Обитава крайбрежията на морета.

## Описание
На дължина достигат до 1,7 cm.